# Международный аэропорт имени Мурталы Мухаммеда
Международный аэропорт имени Мурталы Мухаммеда (англ. Murtala Muhammed International Airport; (ИАТА: LOS, ИКАО: DNMM)  — главный международный аэропорт Нигерии, один из крупнейших аэропортов в Африке. Официально открыт 15 марта 1979 года. Носит имя Президента Нигерии Мурталы Мухаммеда.
Аэропорт расположен в Икедже, северном пригороде Лагоса. Имеет терминалы для внутренних и международных линий. С пассажиропотоком в 5 млн человек в год, аэропорт обеспечивает почти пятьдесят процентов всех воздушных перевозок Нигерии, причём большинство международных воздушных перелётов осуществляется отсюда. Аэропорт недавно подвергся модернизации наряду со строительством нового терминала.

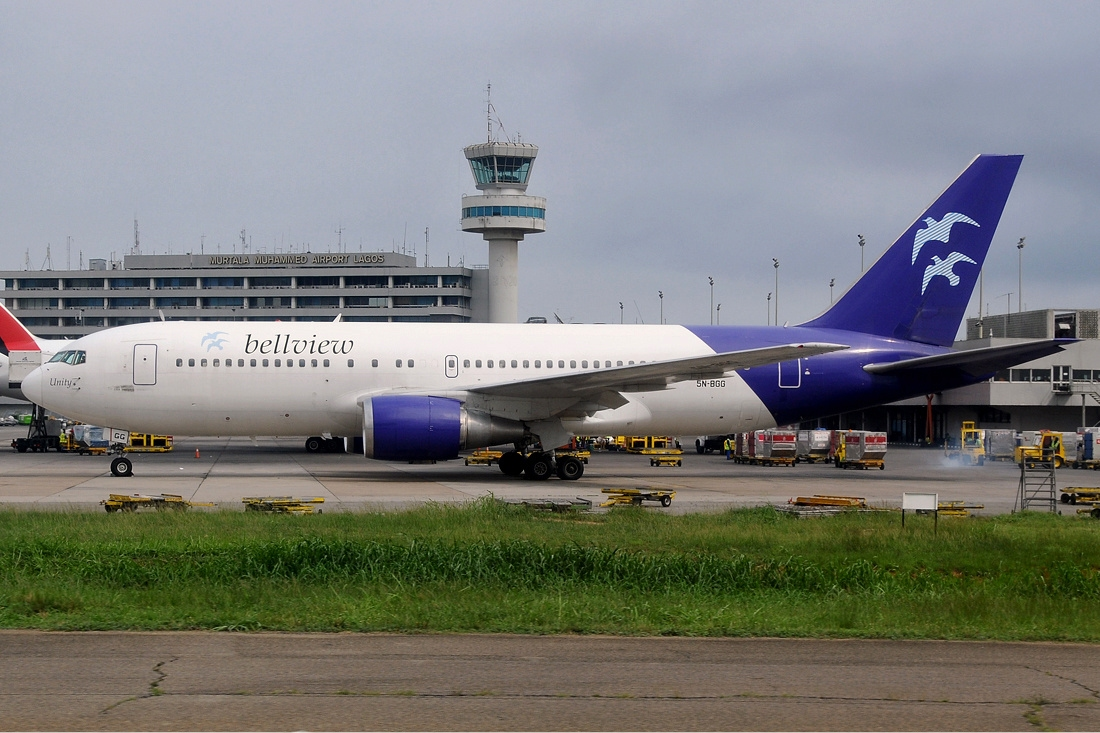
Boeing 767-200ER компании Bellview Airlines
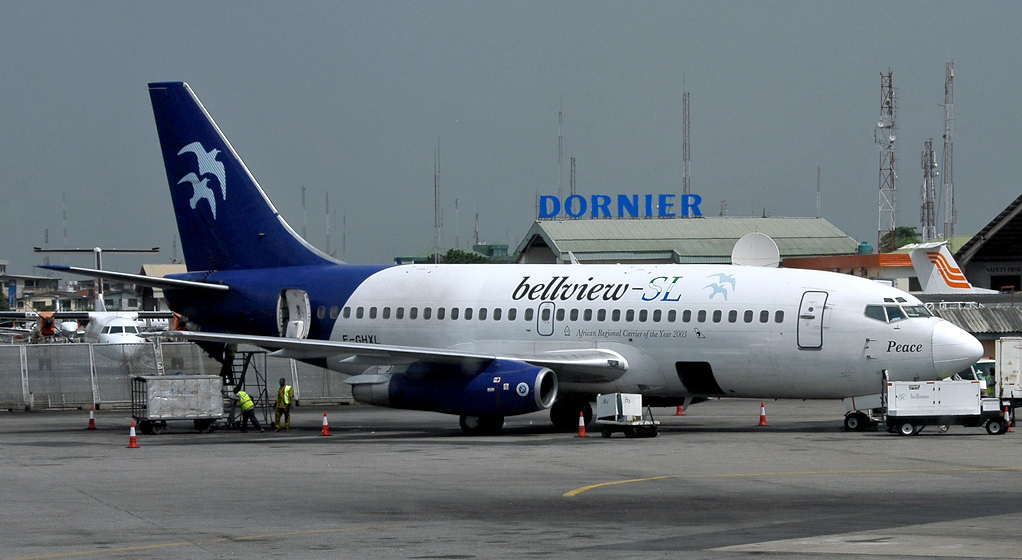
Boeing 737-200
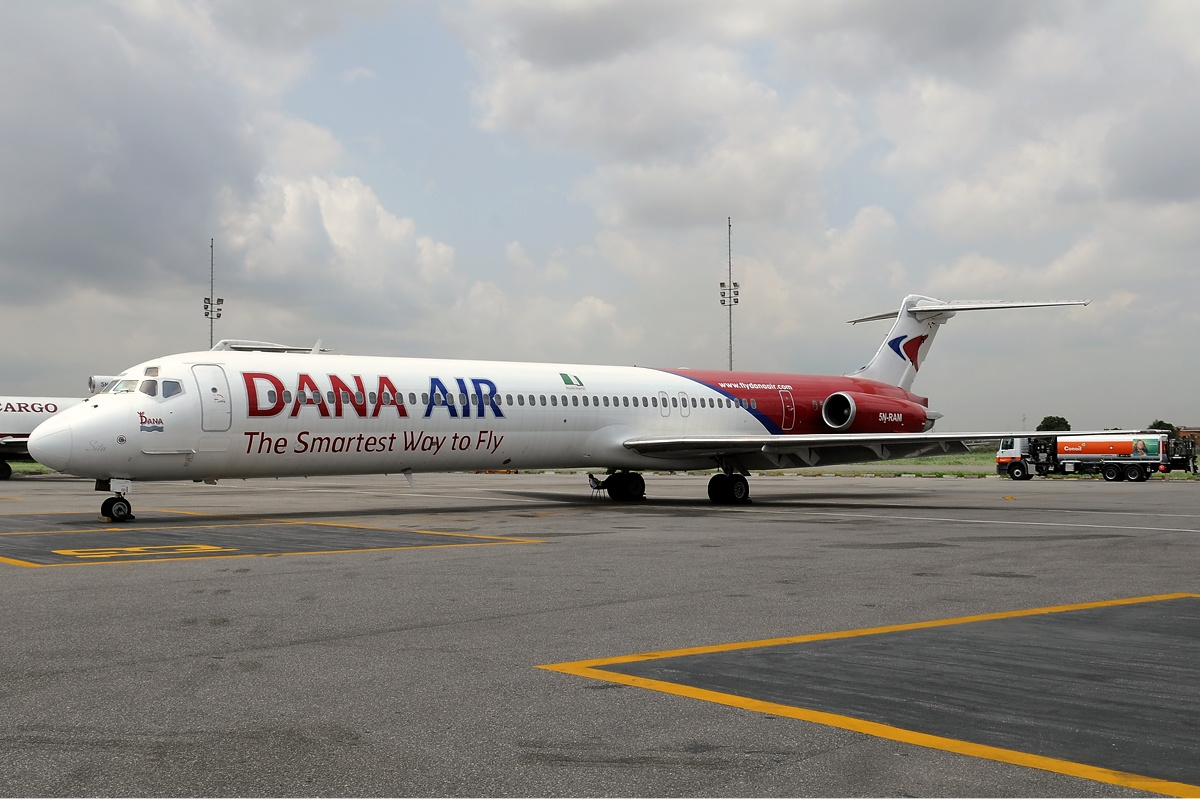
McDonnell Douglas MD-83
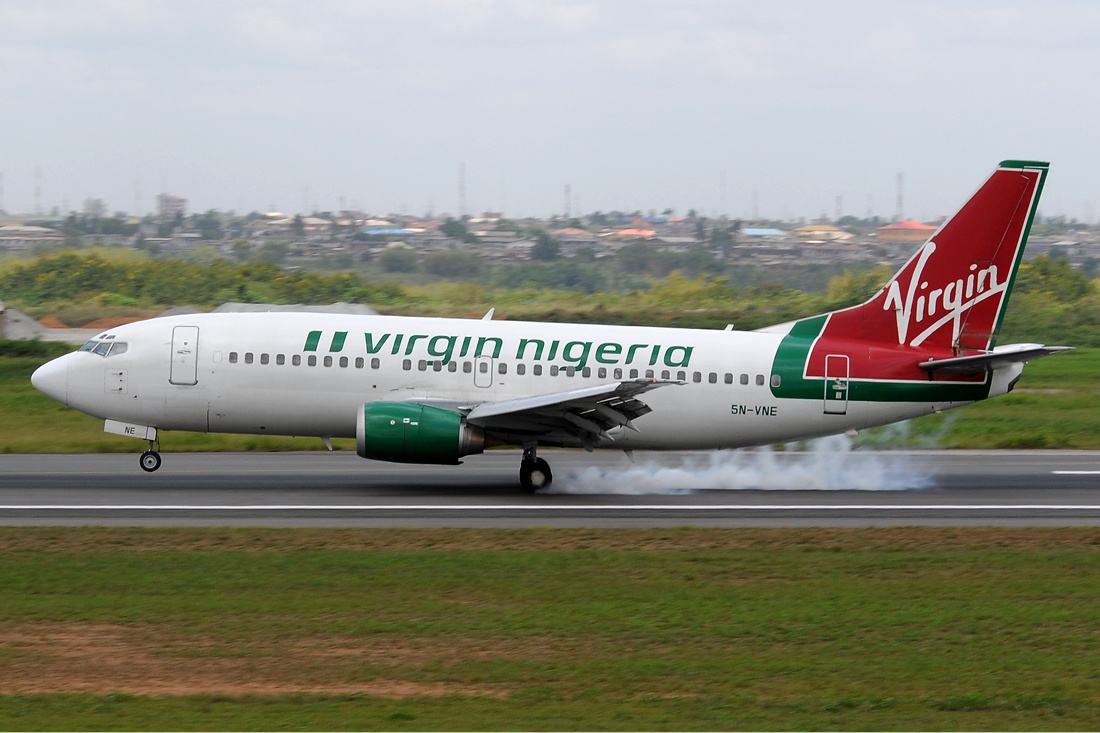
Boeing 737-300 компании Virgin Nigeria

## Авиакомпании и направления
| Авиакомпания            | Пункты назначения                                                                                 |
| ----------------------- | ------------------------------------------------------------------------------------------------- |
| Aero Contractors        | Абуджа, Варри, Кано, Порт-Харкорт, Сокото, Уйо                                                    |
| Africa world airlines   | Аккра                                                                                             |
| Air Cote D'Ivoire       | Абиджан                                                                                           |
| Air France              | Париж                                                                                             |
| Air Peace               | Абингдон, Абуджа, Акере, Аккра, Бенин-Сити, Йола, Калабар, Кано, Монровия, Оверри, Фритаун, Энугу |
| Arik Air                | Абуджа, Бенин-Сити, Дакар, Джос, Кадуна, Кано, Котону, Луанда, Монровия, Порт-Харкорт             |
| ASKY Airlines           | Йоханнесбург, Ломе                                                                                |
| British Airways         | Лондон                                                                                            |
| Cameroon Airlines       | Дуала, Котону                                                                                     |
| Dana Air                | Абуджа, Порт-Харкорт, Кадуна, Уйо, Эгуну                                                          |
| Delta Airlines          | Атланта, Нью-Йорк, Хьюстон                                                                        |
| EgyptAir                | Каир                                                                                              |
| Emirates                | Дубай                                                                                             |
| Ethiopian Airlines      | Аддис-Абеба                                                                                       |
| Etihad Airways          | Абу-Даби                                                                                          |
| Kenya Airways           | Найроби                                                                                           |
| KLM                     | Амстердам                                                                                         |
| Lufthansa               | Малабо, Франкфурт-на-Майне                                                                        |
| Max Air                 | Йола                                                                                              |
| Middle East Airlines    | Абиджан, Бейрут                                                                                   |
| Overland Airways        | Илорин                                                                                            |
| Qatar Airways           | Доха                                                                                              |
| Royal Air Maroc         | Касабланка                                                                                        |
| RwandAir                | Кигали                                                                                            |
| South African Airways   | Йоханнесбург                                                                                      |
| TAAG Angola Airlines    | Луанда                                                                                            |
| Turkish Airlines        | Стамбул                                                                                           |
| Virgin Atlantic Airways | Лондон                                                                                            |